# Kim Jin-hyeon
Dans ce nom coréen, le nom de famille, Kim, précède le nom personnel.
Kim Jin-hyeon (en coréen : 김진현), né le 6 juillet 1987 à Suwon en Corée du Sud, est un footballeur international sud-coréen, qui évolue au poste de gardien de but. Il joue dans le club du Cerezo Osaka.

## Biographie

### Carrière internationale
Avec les moins de 20 ans, il participe à la Coupe du monde des moins de 20 ans en 2007 qui se déroule au Canada. Lors du mondial junior, il joue trois rencontres. La Corée du Sud est éliminée au premier tour.
Le 24 décembre 2010, il fait partie de la liste des 23 joueurs sud-coréens sélectionnés pour disputer la Coupe d'Asie de 2011 qui se déroule au Qatar. Il ne dispute toutefois aucun match lors de ce tournoi.
Il fait ses débuts internationaux avec l'équipe A en 2012. Le 30 mai 2012, il honore sa première sélection contre l'Espagne en amical. La rencontre se solde par une défaite 4-1 des Sud-Coréens. 
Le 22 décembre 2014, il fait partie de la liste des 23 joueurs sud-coréens sélectionnés pour disputer la Coupe d'Asie de 2015 qui se déroule en Australie. Il dispute cinq rencontres dont la finale perdue face à l'Australie. Puis, il participe à la Coupe d'Asie de l'Est de 2017. Il dispute une rencontre lors de ce tournoi. La Corée du Sud remporte la Coupe d'Asie de l'Est.
Le 2 juin 2018, il fait partie de la liste des 23 joueurs sud-coréens sélectionnés pour disputer la Coupe du monde de 2018 qui se déroule en Russie. Il ne dispute toutefois aucun match lors de ce tournoi.

## Palmarès

### En club
- Avec le  Cerezo Osaka
  - Vice-champion du Japon de Division 2 en 2009
  - Vainqueur de la Coupe de la Ligue japonaise en 2017
  - Vainqueur de la Coupe du Japon en 2017
  - Vainqueur de la Supercoupe du Japon en 2018

### En sélection
- Avec la  Corée du Sud
  - Finaliste de la Coupe d'Asie en 2015
  - Troisième de la Coupe d'Asie en 2011
  - Vainqueur de la Coupe d'Asie de l'Est en 2017

## Statistiques
| Saison                | Club                  | Championnat           | Championnat | Championnat | Coupe(s) nationale(s) | Coupe(s) nationale(s) | Supercoupe | Supercoupe | Compétition(s) continentale(s) | Compétition(s) continentale(s) | Compétition(s) continentale(s) | Séries | Séries | Corée du Sud | Corée du Sud | Total | Total |
| Saison                | Club                  | Division              | M.          | B.          | M.                    | B.                    | M.         | B.         | Comp.                          | M.                             | B.                             | M.     | B.     | M.           | B.           | M.    | B.    |
| 2009                  | Cerezo Osaka          | J League 2            | 50          | 0           | -                     | -                     | -          | -          | -                              | -                              | -                              | -      | -      | -            | -            | 50    | 0     |
| 2010                  | Cerezo Osaka          | J League              | 19          | 0           | 5                     | 0                     | -          | -          | -                              | -                              | -                              | -      | -      | -            | -            | 24    | 0     |
| 2011                  | Cerezo Osaka          | J League              | 34          | 0           | 4                     | 0                     | -          | -          | LCA                            | 9                              | 0                              | -      | -      | -            | -            | 47    | 0     |
| 2012                  | Cerezo Osaka          | J League              | 34          | 0           | 5                     | 0                     | -          | -          | -                              | -                              | -                              | -      | -      | 1            | 0            | 40    | 0     |
| 2013                  | Cerezo Osaka          | J League              | 34          | 0           | 10                    | 0                     | -          | -          | -                              | -                              | -                              | -      | -      | -            | -            | 44    | 0     |
| 2014                  | Cerezo Osaka          | J League              | 31          | 0           | 4                     | 0                     | -          | -          | LCA                            | 8                              | 0                              | -      | -      | 3            | 0            | 46    | 0     |
| 2015                  | Cerezo Osaka          | J2 League             | 26          | 0           | -                     | -                     | -          | -          | -                              | -                              | -                              | 2      | 0      | 6            | 0            | 34    | 0     |
| 2016                  | Cerezo Osaka          | J2 League             | 39          | 0           | 1                     | 0                     | -          | -          | -                              | -                              | -                              | 2      | 0      | 2            | 0            | 44    | 0     |
| 2017                  | Cerezo Osaka          | J League              | 31          | 0           | 6                     | 0                     | -          | -          | -                              | -                              | -                              | -      | -      | 2            | 0            | 39    | 0     |
| 2018                  | Cerezo Osaka          | J League              | 19          | 0           | 1                     | 0                     | 1          | 0          | LCA                            | 4                              | 0                              | -      | -      | 1            | 0            | 26    | 0     |
| Total sur la carrière | Total sur la carrière | Total sur la carrière | 317         | 0           | 36                    | 0                     | 1          | 0          | -                              | 21                             | 0                              | 4      | 0      | 15           | 0            | 394   | 0     |